# Kalandjátszótér

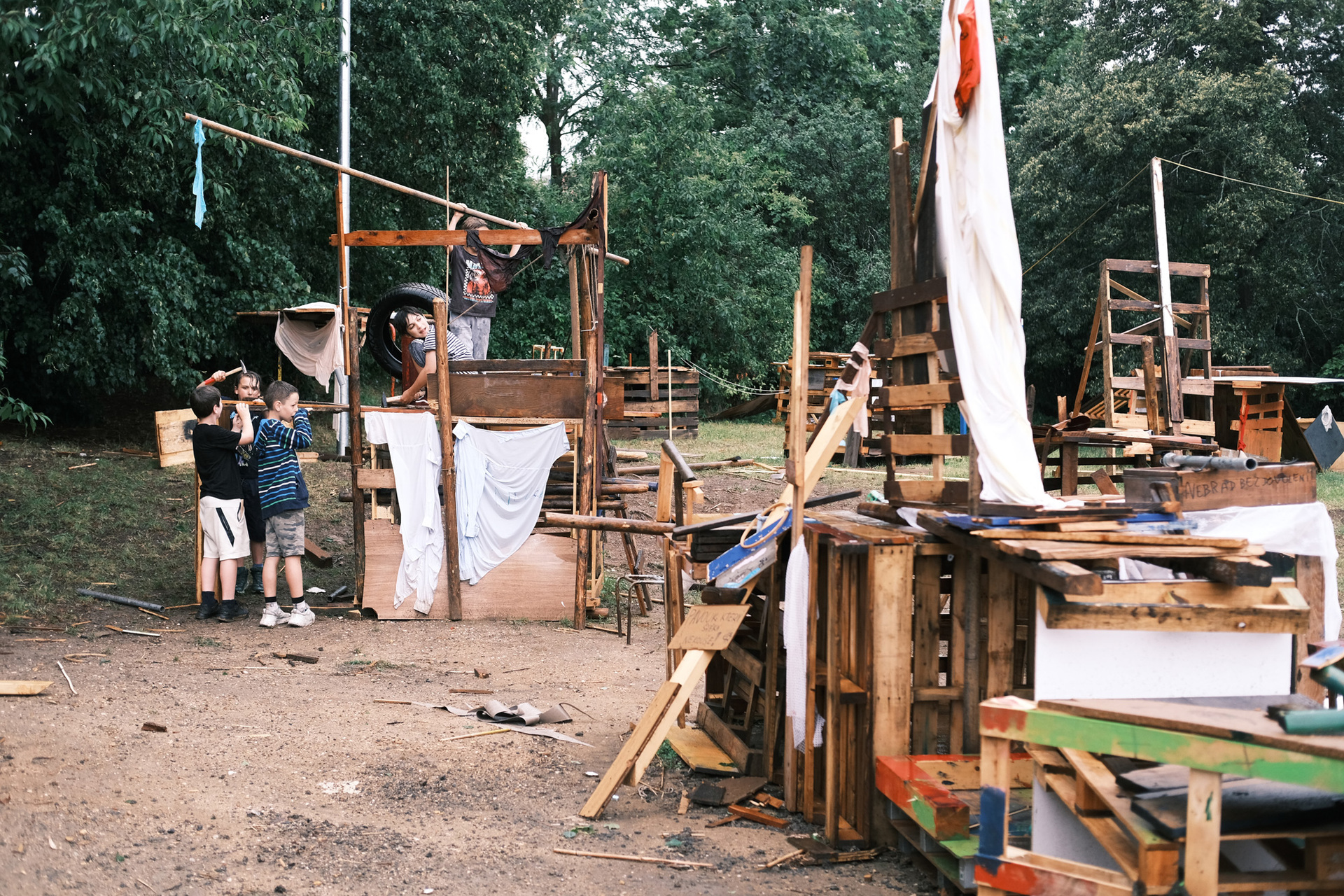
Na Kocínce Adventure Playground, 2024. június, Prága. Fotó: Carolina Sidon

A kalandjátszótér olyan felügyelt játszótér, amelyet gyerekek építenek. Az ifjúsági központokhoz, tanodákhoz hasonlóan elsősorban iskolás korú gyermekeknek és serdülőknek kínál lehetőséget iskola utáni időtöltésre, ám itt a fókusz a játékélményen van. A kalandjátszótereket jellemzően meghatározza a szabad játék etikája és az előregyártott játékeszközök hiánya.

## Általános
A kalandjátszótér koncepciójának a lényege, hogy a gyerekek saját maguk építhessék kunyhóikat, dolgozhassanak szerszámokkal és valósíthassák meg saját játékötleteiket. Tipikus elemek a kunyhók, tűzrakóhelyek, hidak, hosszú csúszdák, tornyok és egyéb faszerkezetek, néha medencék. Jellemző a változatos téralakítás és a szokatlan, saját építésű játékeszközök.

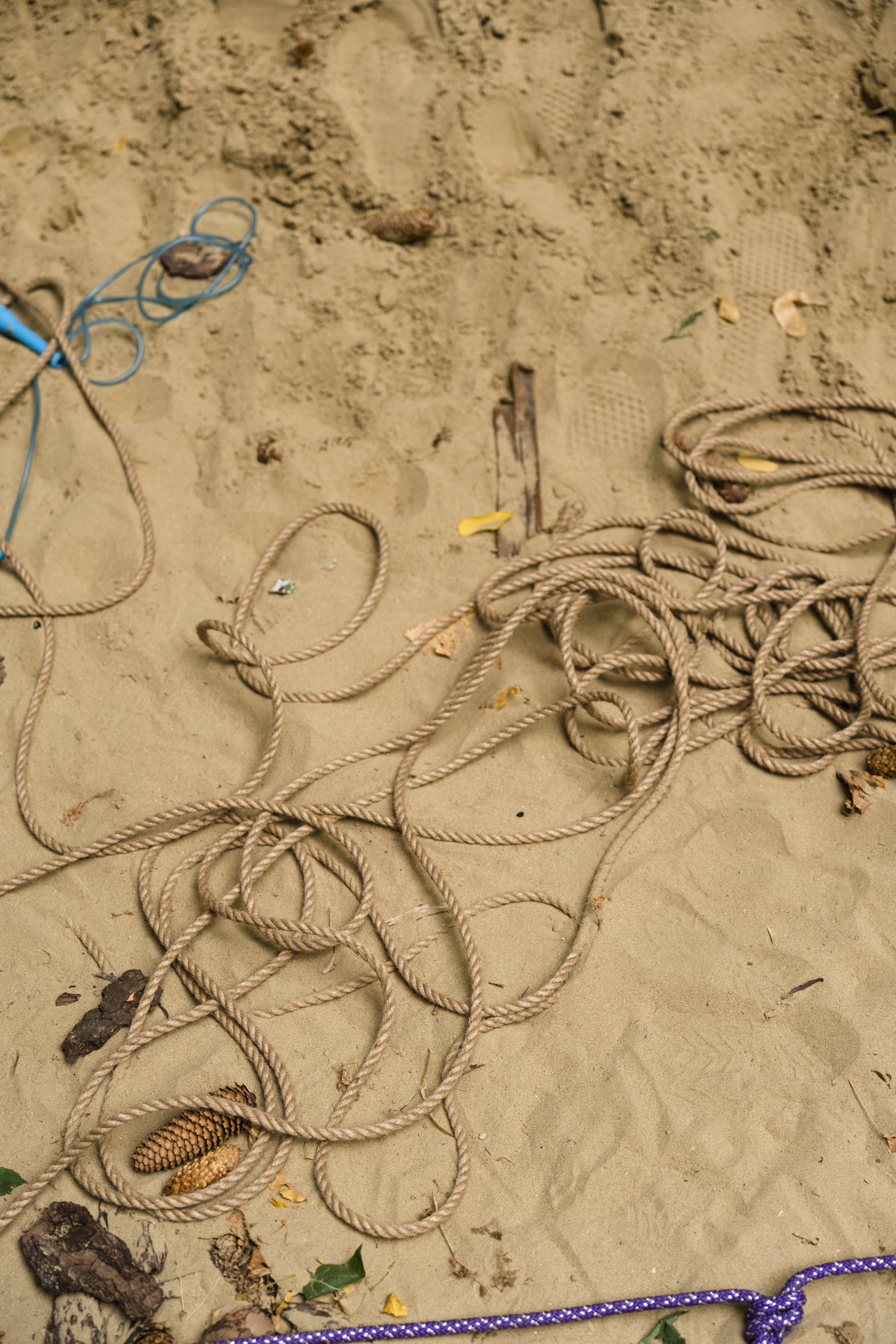
Játszóutca a Barát utcában / Fotó: Bognár Benedek, Simon Zsuzsanna / BTM Budapest Galéria / FLASZTER

A kalandjátszótereken játéksegítők (playworkerek) vagy ifjúsági munkások dolgoznak, működtetéséért nonprofit szervezetek vagy önkormányzati szervek felelnek. Mivel a kalandjátszóterek pedagógiai felügyelet alatt állnak, a játék terét, elemeit gyerekek építik és alakítják, azoknak nem kell megfelelniük a játszóeszköz-szabványoknak.
A kalandjátszóterek fontos alapelve, hogy: a belépés ingyenes és mindenki számára hozzáférhető, a gyerekek szabadon jöhetnek és mehetnek, kedvük szerint, a gyerekek szabadon dönthetik el, hogyan töltik az idejüket a játszótéren.
Többnyire csak az adott korosztályba tartozó gyerekek mehetnek be (legtöbbször 6 év fölött), a fiatalabb gyerekek illetve a szülők, vagy felnőtt kísérők általában csak a családi napokon látogathatják a helyszínt, illetve előfordul olyan is, hogy van egy külön számukra leválasztott terület.

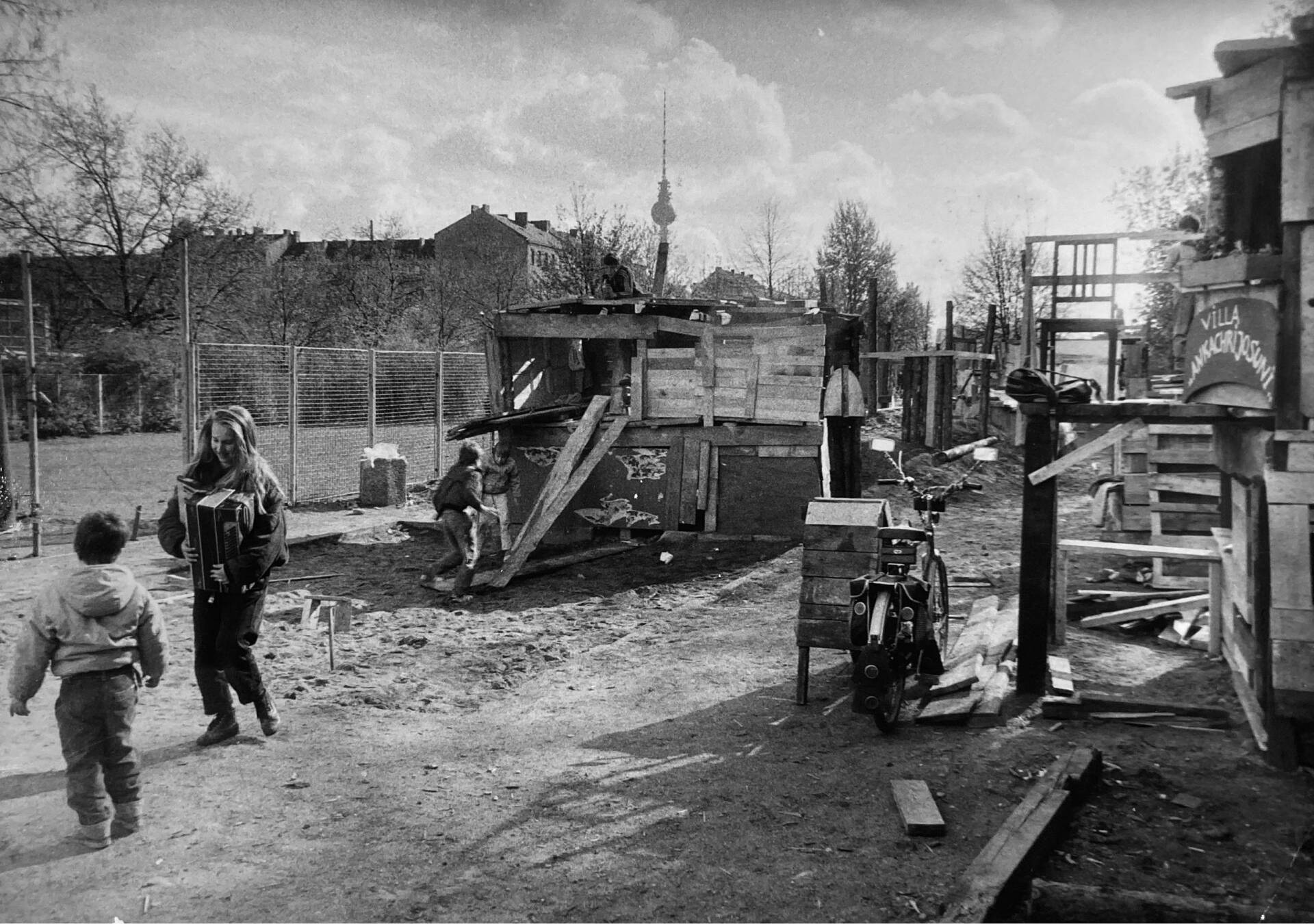
A berlini Kolle 37 kalandjátszótér nem sokkal az átadás után, 1990-es évek eleje. Forrás: Martyn Sorge/Spielwagen I. gyűjtemény

Az eredeti koncepció Carl Theodor Sørensen dán tájépítésztől ered. 1943-ban az ő elgondolásából született az első kalandjátszótér a koppenhágai Emdrupban. Az ötlet azóta a világ számos országában elterjedt, Nagy-Britanniától kezdve az Egyesült Államokon keresztül Japánig működnek ma is kalandjátszóterek.

## Pedagógiai jelentőség
A természetközeli élmények, anyagok és eszközök erősen ösztönzik a változatos és kreatív tevékenységeket, a szórakozást és játékot, a mozgást és a szociális készségek fejlesztését. A pedagógiai cél a gyermekek és fiatalok egyéni és szociális fejlődésének elősegítése. Ez magában foglalja a kíváncsiságot, bátorságot, ügyességet, kreativitást, önállóságot és kezdeményezőkészséget, kognitív, érzelmi és motoros készségeket, megoldásorientált gondolkodást, felelősségtudatot, partnerséget és szolidaritást. A játékos kihívás erősíti a gyermekek ügyességét és biztonságérzetét, ezáltal minimálisra csökkenti az általános baleseti kockázatot. A gyermekeknek maguknak is aktívvá kell válniuk, és szabadidejüket értelmesen, maguknak kell megszervezniük. E célok elérése érdekében Siegbert A. Warwitz és Anita Rudolf játékkutatók szerint vissza kell térni a játék gyökereihez, a játéktájakhoz, a játékeszközökhöz és a gyermekeket holisztikusan próbára tevő játékformákhoz. A gyerekeknek nem a kereskedelmi játéktermékek fogyasztóivá, hanem játékviláguk önálló alkotóivá kell válniuk. Ez jelenti a játék valódi értékét.
A kalandjátszóterek pedagógiai hatása a kockázatvállalásra való nevelésben valósul meg. Izgalmas, kockázatos helyzeteket és feladatokat kínálnak, amelyek teljes szellemi, érzelmi és fizikai elkötelezettséget követelnek, és boldogító élményekkel jutalmaznak. A kalandjátszóterek magas nevelési értékkel bírnak, és az izgalmakat, kihívásokat és rendkívüli élményeket kereső gyermekek és fiatalok számára rendkívül vonzóak.

## Történet
A kalandjátszótér koncepciójának alapját a dániai Emdrupban 1943-ban megnyílt első „lomjátszótér” („SkrammellegeplaCds”) adja. A koncepció C.Th. Sørensen tájépítész megfigyelései alapján született, amikor az építkezéseken és a roncstelepeken játszó gyerekeket vizsgálta. A „Byggelegepladser”, az építési játszóterek ebből az ötletből fejlődtek ki. Svájcban kialakultak „Robinson játszóterek”, amelyek a jellegzetes területek és tartalmak - tűz, víz, állattartás - miatt erősen emlékeztetnek a kalandjátszóterekre, valamint Angliában is megjelentek kalandjátszóterek, ahol a folyamatos szociálpedagógiai támogatás volt hangsúlyosabb.
Az 1970-es évek környékén Európában több helyen is szülők, tanárok és diákok kezdeményező csoportjai voltak azok, akik megkérdőjelezték a korábbi nevelési koncepciókat és társadalmi viszonyokat, a fantáziátlan játszótereket és a közterületek funkcionalizálását, és akik javítani akarták a szociokulturális életkörülményeket otthonaikhoz közel. A cél az volt, hogy a gyermekek számára olyan alternatív nevelést biztosítsanak, amely ismét lehetővé teszi az érzékszervi tapasztalatszerzést, valamint a gyermekkor dekolonizációját és dekommercializálását.

#### Emdrup, Dánia
Carl Theodor Sørensen dán tájépítész az első lomjátszóteret 1943-ban, a német megszállás alatt hozta létre a koppenhágai Emdrup városrészben, a Munkások Lakásszövetkezete kezdeményezésére.
Sørensen korábbi terveihez hasonlóan – a játszótér tartalmazott egyszerű tájépítészeti beavatkozásokat. A kerítéssel körbekerített telek füvesítve volt, közepén homokozóval, a kerítés belső felén bokrokkal, facsemetékkel beültetett ágyások futottak. A lomjátszótéren dolgozott egy felnőtt felügyelő, az úgynevezett play leader (játékmester). Sørensen eredeti elképzeléseiben ugyan nem szerepelt felügyelő személy, de a lakásszövetkezet ragaszkodott ehhez. A lomjátszótér a szülők igényének is megfelelt abban a vonatkozásban, hogy a gyerekek az utca helyett, védett környezetben játszhattak és élhettek meg intenzív élményeket. A szülők ugyanis attól tartottak, hogy a megszálló német katonák gyermekeik utcai játékát könnyen szabotázsakciónak vélhetik. Emdrup kezdeti rendezettsége azonban hamar megváltozott, sorra épültek az őrültebbnél őrültebb építmények: szalmaház, torony, bunker, wigwam, barlangok. Mindenféle dolog felhasználásra került: kiszuperált autó, kocsikerék, faanyag, kötelek, tégla, betonhenger, föld stb. Az építkezés mellett a gyerekek szerepjátékokat játszottak, tüzet raktak, főztek, sütöttek, egy időben állatokat is tartottak. De a háború is beszűrődött a gyerekek játékába, a gyerekek gyakran készítettek maguknak különböző fegyvereket és egyéb harcászati kellékeket.
Emdrup ma is létezik, de – nevén túl – kevés dolog őrzi a hely kezdeti szellemiségét.
A háború utáni évtizedekben a lomjátszótér ideája nemzetközileg is ismertté vált. Ebben nagy szerepe volt a brit kalandjátszótér-mozgalomnak, illetve Marjory Allen (Lady Allen of Hurtwood) aktivista tevékenységének. 1945-ben, egy kiküldetése alkalmával Allen ellátogatott a koppenhágai Emdrupba, és lenyűgözték a látottak. Visszatérte után nagy erővel látott neki a lomjátszóterek nagy-britanniai népszerűsítésének. A Picture Postban megjelent, nagy hatású „Why Not Use Our Bomb Sites Like This?” című írásában a bombatalálat érte telkek lomjátszótérré alakítását sürgette. A cikkben Allen beszámolt a fiatalkorúak által elkövetett bűncselekmények, valamint a gázolásos balesetek gyermekáldozatai számának növekedéséről is. Mindkét probléma gyökerét a rossz kialakítású közterekben, az ötletszegény tervezésben, az unalmas játszóterekben látta, a lomjátszótérről pedig úgy vélte, megoldást nyújtana ezekre a problémákra is. Éltette a lomjátszóterek közösségteremtő, demokráciára nevelő potenciálját, ugyanakkor azt is fel kellett ismernie, hogy a „junk” (lom) szó negatív jelentéssel bír a társadalom jelentős hányada számára. Ezért kitalálta az adventure playground (kalandjátszótér) terminust, és a kreativitás, építkezés ideáival kötötte össze azt. Marjory széles ismeretségi hálójának, az ügy iránti elkötelezettségének és kampánytevékenységének hála, az elkövetkező években Londonban megszülettek az első kalandjátszóterek. 1948 és 1960 között pedig összesen tizenhét kalandjátszótér jött létre az Egyesült Királyság területén.
A mozgalom sikerességét jól példázza, hogy a háborút követő évtizedekben számos helyen – főként nyugat-európai országokban, az Egyesült Államokban és Izraelben – nyíltak kalandjátszóterek. Az elnevezésben elterjedt még az építőjátszótér (pl. Bauspielplatz, NSZK) és a robinzonád játszótér (Robinson Spielplatz, Svájc) változat is. Ezek valamelyest eltérő megközelítéseket tükröztek, de az anti-autoriter szemlélet mindenhol jellemző maradt. Kelet-Európában csak később, az 1960-as évek végén, 1970-es évek elején, és leginkább csak külsőségekben hasonlító változatban – domborzat átalakítása, barlangok, rönkvárak építése, kötél használata, indián tematika megjelenése – készültek „kalandjátszóterek”. De a legfontosabb tényező, azaz a gyerekek közösségi építő tevékenysége ezekből a játszóterekből rendre hiányzott.

### Ifjúsági farm
Az ifjúsági farmokon kiemelt szerepet játszik az állatok - különösen a lovak és a haszonállatok (juhok, kecskék, nyulak, tengerimalacok) - tartása és gondozása. A gyerekek és a fiatalok akár mindennap eljönnek a farmokra, hogy az állatokra vigyázzanak. Ezáltal megtanulják a felelősségvállalást és fejlesztik környezettudatosságukat. Az állatokkal való kapcsolatuk révén megtapasztalják a közelséget és a biztonságot, megtanulják a kapcsolatteremtést és a szociális viselkedést. További tevékenységként jelenik meg a fejés és sajtkészítés, a juhnyírás, a fonás és szövés, az állatgondozás és állatorvoslás, a lovaglás, a díjugratás, a fogathajtás, a tereplovaglás, a lovasjátékok, a terápiás lovaglás és a kovácsmesterség. Ezen kívül számos dolgot megtanulnak az ökológiával, a mezőgazdasággal és a kertészettel kapcsolatban, például: természetvédelem, napenergia, szélenergia, vizes élőhelyek, bioépítészet, fűtetők, széna és szalma, zöldségek és fűszernövények stb.